# مهاجر (فلم)
مهاجر هو فيلم سينمائي قصير مدته 8 دقائق، تم إنتاجه سنة 2007، من إخراج أشرف بزناني. تم ترشيح الفيلم لعدد كبير من الجوائز وشارك في مهرجانات محلية ودولية.الفيلم يرصد بفنية عالية أحاسيس وبواطن مهاجر بين الغربة والحنين إلى الوطن الأم. نال فيلم «مهاجر» جائزة الإخراج في المهرجان الدولي للفيلم القصير والوثائقي في الدار البيضاء سنة 2009.

## جوائز
- جائزة أحسن إخراج بالمهرجان الوطني للفيلم التربوي القصير بالدار البيضاء 2006
- جائزة أحسن إخراج بالمهرجان الوطني للفيلم التربوي بالدار البيضاء 2007
- جائزة أحسن إخراج بالمهرجان الوطني لفيلم الهواة بسطات 2008
- جائزة أحسن تمثيل (حسام بزناني) بمهرجان الناظور للفيلم القصير 2008
- جائزة أحسن إخراج بالمهرجان الوطني للفيلم التربوي بفاس 2009
- جائزة لجنة التحكيم بالمهرجان الدولي للفيلم القصير والوثائقي بالدار البيضاء 2009
- الجائزة الثانية بالمهرجان الوطني للفيلم المغربي بسيدي قاسم 2009
- جائزة لجنة التحكيم بالمهرجان الوطني لمبدعي الفيلم القصير بالدار البيضاء 2009
- الجائزة الأولى لمسابقة جامعة الدول العربية للفيلم القصير بأصيلة نونبر 2009

## روابط خارجية
- مقالات تستعمل روابط فنية بلا صلة مع ويكي بيانات